# Austria en los Juegos Olímpicos de Salt Lake City 2002
Austria estuvo representada en los Juegos Olímpicos de Salt Lake City 2002 por un total de 90 deportistas que compitieron en 12 deportes.  
La portadora de la bandera en la ceremonia de apertura fue la deportista de luge Angelika Neuner.

## Medallistas
El equipo olímpico austríaco obtuvo las siguientes medallas:
| Nombre                                                       | Deporte           | Competición                   |
| ------------------------------------------------------------ | ----------------- | ----------------------------- |
| Oro                                                          |                   |                               |
| Fritz Strobl                                                 | Esquí alpino      | Descenso M                    |
| Stephan Eberharter                                           | Esquí alpino      | Eslalon gigante M             |
| Christian Hoffmann                                           | Esquí de fondo    | 30 km M                       |
| Plata                                                        |                   |                               |
| Stephan Eberharter                                           | Esquí alpino      | Supergigante M                |
| Renate Götschl                                               | Esquí alpino      | Combinada F                   |
| Mikhail Botwinov                                             | Esquí de fondo    | 30 km M                       |
| Martin Rettl                                                 | Skeleton          | Individual M                  |
| Bronce                                                       |                   |                               |
| Wolfgang Perner                                              | Biatlón           | 10 km M                       |
| Felix Gottwald                                               | Combinada nórdica | Trampolín normal + 15 km M    |
| Felix Gottwald                                               | Combinada nórdica | Trampolín grande + 7,5 km M   |
| Michael Gruber Christoph Bieler Mario Stecher Felix Gottwald | Combinada nórdica | Trampolín normal + 4 × 5 km M |
| Benjamin Raich                                               | Esquí alpino      | Eslalon M                     |
| Benjamin Raich                                               | Esquí alpino      | Combinada M                   |
| Stephan Eberharter                                           | Esquí alpino      | Descenso M                    |
| Andreas Schifferer                                           | Esquí alpino      | Supergigante M                |
| Renate Götschl                                               | Esquí alpino      | Descenso F                    |
| Markus Prock                                                 | Luge              | Individual M                  |